# Marsac-sur-Don
Marsac-sur-Don település Franciaországban, Loire-Atlantique megyében. Lakosainak száma 1529 fő (2022. január 1.). Marsac-sur-Don Derval, Conquereuil, Guémené-Penfao, Jans, Nozay és Vay községekkel határos.

## Népesség
A település népességének változása:
| Lakosok száma | 1227 | 1197 | 1192 | 1327 | 1490 | 1496 | 1507 | 1519 | 1524 | 1529 |
|               | 1968 | 1982 | 1990 | 2006 | 2013 | 2015 | 2017 | 2019 | 2020 | 2022 |